# Demeure Chamoncel
Pour les articles homonymes, voir Maison de François Ier.
La Demeure Chamoncel, ou maison François Ier, est une maison de Saint-Étienne dans le département de la Loire. Elle est classée au titre des monuments historiques par arrêté du 17 novembre 1998. Elle abrite la Maison du patrimoine et des lettres depuis 2021.

## La demeure Chamoncel
La maison est constituée de deux parties. La plus ancienne, avec sa façade à pans de bois date du XVe siècle. Elle est agrandie par une demeure en grès houiller et pierre de taille au siècle suivant, par Etienne Colomb, propriétaire en 1515. Un second bâtiment est également construit à l'arrière, séparé par une cour et relié par des galeries aux étages. L'ensemble du bâtiment est desservi par un escalier à vis. Certains plafonds sont constitués en caisson à la fougère, typiquement local. Au premier étage, l'année 1547 est gravée sur une poutre. C'est l'année de la mort de François Ier, ce qui a donné son nom à la maison. Elle devient la propriété de Claude Chamoncel, qui lui a donné son nom actuel. Elle est ensuite la propriété de notables jusqu'à la Révolution, puis de commerçant et d'artisan qui installent leur commerce au rez-de-chaussée. Des chambres sont aménagées dans les étages et accueil de nombreux immigrés. La maison est inscrite aux monuments historiques en 1949, puis classée en 1998.La ville de Saint-Étienne achète la maison en 1994 et lance durant plus de 20 ans un programme d'étude archéologique et de restaurations.

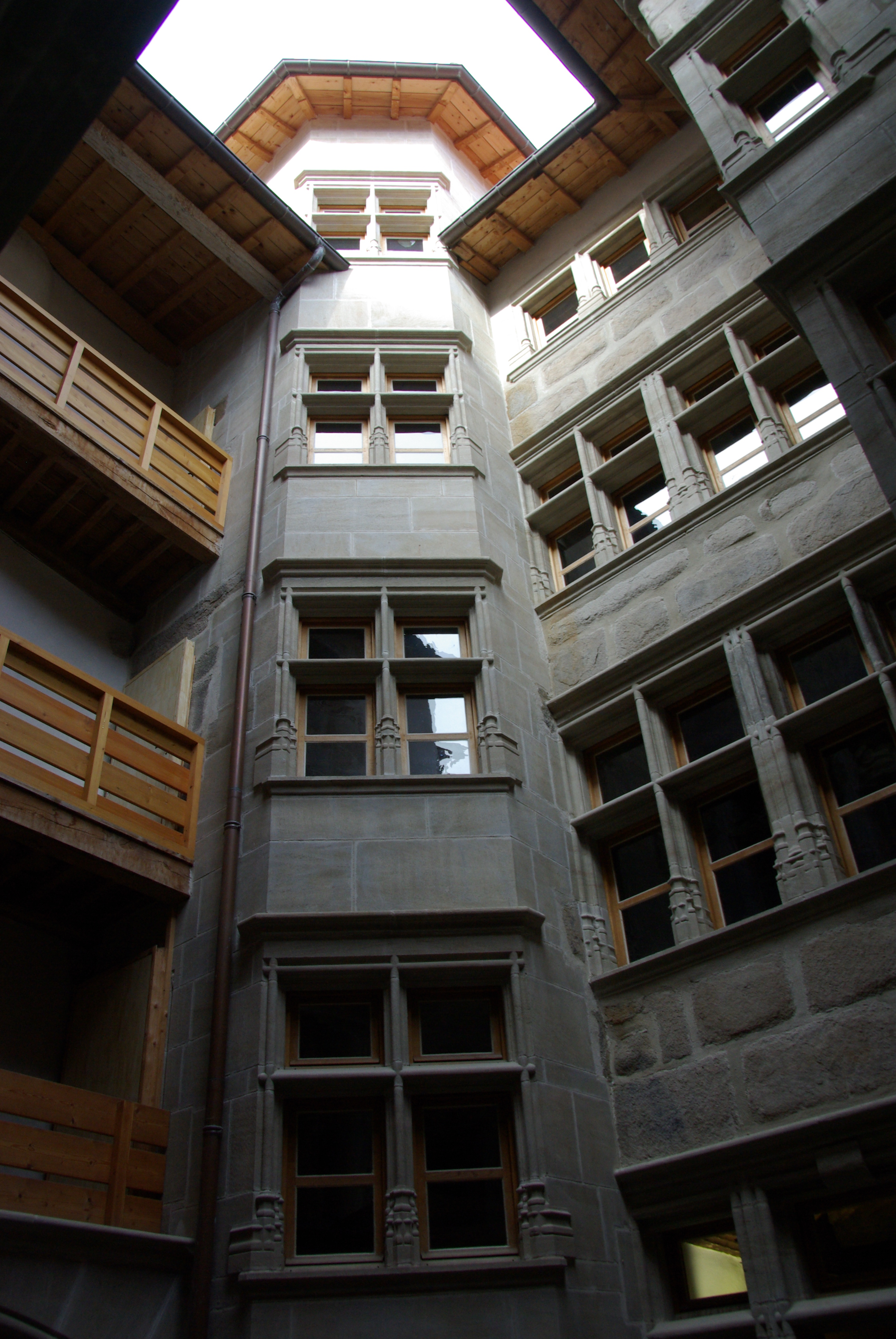
Escalier dans la cour de la demeure.
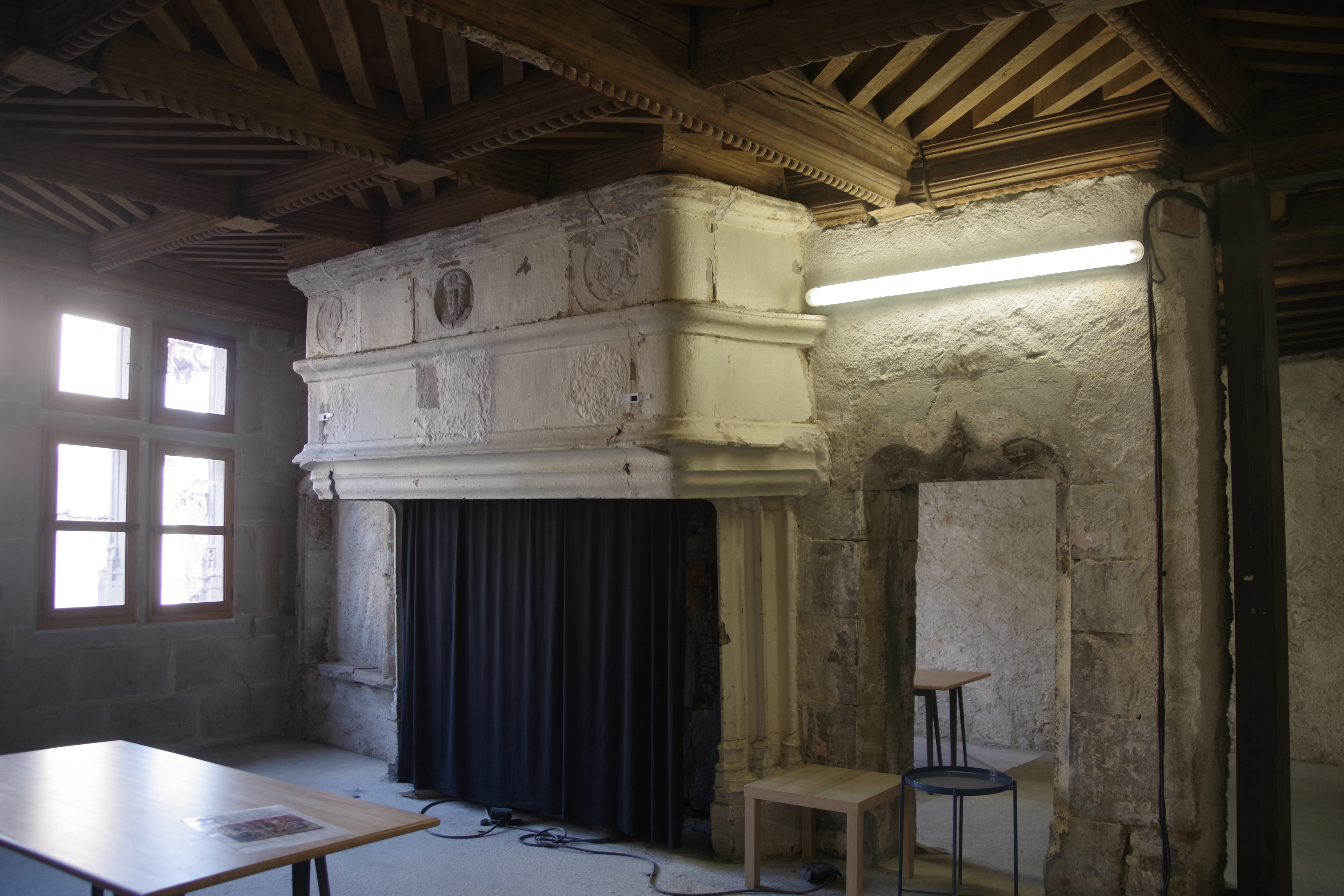
Premier étage.
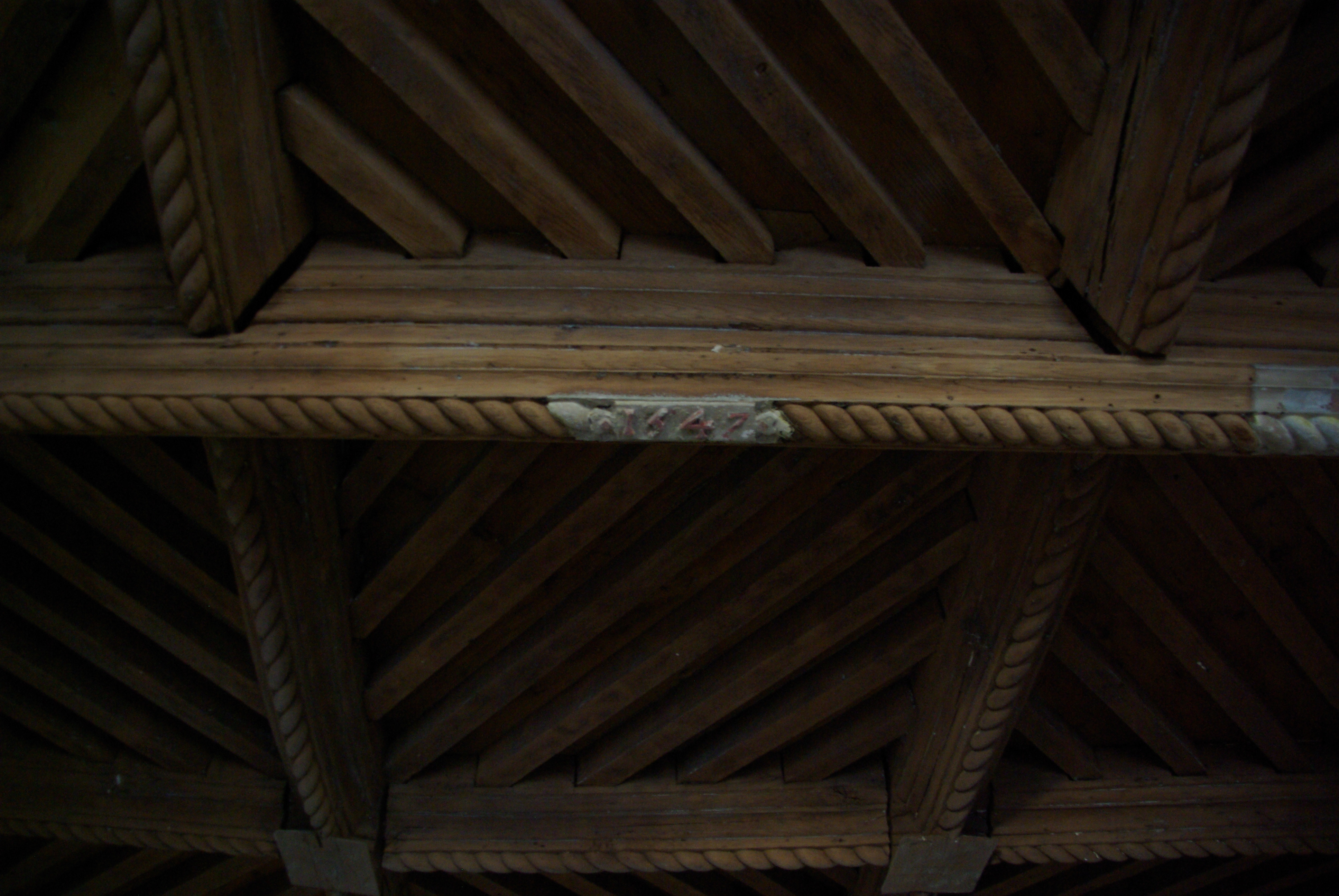
Plafond à la fougère avec la date de 1547.

## La maison du patrimoine et des lettres
En 2021, dans le cadre de la ville d'art et d'histoire et l'obligation d'avoir un Centre d'interprétation de l'architecture et du patrimoine, une maison du patrimoine et des lettres est installée au rez-de-chaussée, après sa restauration. Elle présente l'histoire et l'architecture de Saint-Étienne.